# 公安河
公安河，位于中国广西壮族自治区西南部，是明江左岸支流，发源于宁明县桐棉乡板棉村以南的派迁山及岸连山，北流至那楠乡康峙村汪港屯转东北流，过平批河与江叫河两河河口之间成为宁明县与上思县两县的界河，至宁明县那堪乡坛何村与上思县在妙镇枯改村之间汇入明江。干流长114千米，平均比降1.79‰，流域面积993平方千米。年均径流量9.55亿立方米。公安河天然落差大，水力资源丰富，水能资源可开发量4.72万千瓦，是宁明县和上思县水力资源最丰富的河流。